# Oxkutzcab
Oxkutzcab – miasto w Meksyku, w stanie Jukatan.